# 凱奇博爾盧
凱奇博爾盧是土耳其的城鎮，由伊斯帕爾塔省負責管轄，位於該國西南部，面積562平方公里，海拔高度1,010米，主要經濟活動有農業和服務業，2011年人口6,961。

## 外部連結
- District governor's official website（页面存档备份，存于） （土耳其文）
- District municipality's official website（页面存档备份，存于） （土耳其文）

37°56′36″N 30°17′43″E / 37.94333°N 30.29528°E